# Чхобадзе, Отари Митрофанович
Отари Митрофанович Чхобадзе (груз. ოთარი მიტროფანოვიჩ ჩხობაძე; 1921 — 15 июня 1998) — советский, грузинский врач-терапевт. Народный врач СССР (1984).

## Биография
Родился в 1921 году.
В 1944 году окончил Тбилисский медицинский институт.
В 1944—1948 годах — заведующий амбулаторией в селе Опитара Цагерского района, в 1949—1956 — заведующий амбулаторией в сёлах Ухути и Бзвани Ванского района, с 1956 — в медицинской санитарной части Кутаисского автомобильного завода им. С. Орджоникидзе, с 1958 — главный врач. 
Умер 15 июня 1998 года.

## Награды и звания
- Заслуженный врач Грузинской ССР (1961)
- Народный врач СССР (1984)